# Røssvatnet
Røssvatnet (južni laponski: Reevhtse) je drugo po veličini jezero u Norveškoj, nalazi se u središnjoj Norveškoj u okrugu Nordland. Prostire se u općinama Hattfjelldal i Hemnes. Površina jezera je 218.61 km2, volumen 14.80 km3, dubina 240 metara, a nalazi se 374 metra iznad morske razine.
U jezeru je nekoliko otoka, od kojih je najveći  Røssvassholmen.

## Vanjske poveznice
|  | Zajednički poslužitelj ima još gradiva o temi Røssvatnet |

- Članak o arheologiji